# محقق (محاكم التفتيش)

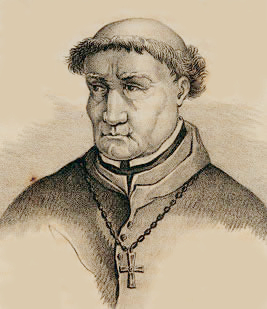
توماس دي توركيمادا، أحرقت محاكم التفتيش الإسبانية في عهده ألفي شخص بتهمة الهرطقة

المحقق (بالإسبانية والقطلونية: Inquisidor، وبالبرتغالية والإنجليزية: Inquisitor) هو موظف رسمي كانت تعينه الكنيسة الكاثوليكية (وما سار على سيرها من محاكم التفتيش الإسبانية والبرتغالية والرومانية) للتحقيق في وقائع وادعاءات الهرطقة والمعتقدات والأفعال التي تنافي تعاليم الكنيسة.

## من أشهر المحققين
- فابيو كيجي (البابا ألكسندر السابع فيما بعد)
- فرانثيسكو خيمينيث دي ثيسنيروس
- جوفاني بييترو كارافا (البابا بولس الرابع فيما بعد)
- توماس دي توركيمادا